# Sam-Vitalcare-Dynatek
La Sam-Vitalcare-Dynatek è una squadra maschile italiana di ciclismo su strada con licenza Continental. Attiva dal 2020 affiancando formazioni giovanili e Juniores attive da oltre un decennio, ha sede a Padova ed è diretta da Demetrio Iommi, ex direttore sportivo della Sangemini MG.K Vis. Dal 2021 al 2022 ha avuto tra le proprie file l'esperto campione veronese Davide Rebellin. Nel 2022 ha ottenuto la prima vittoria in gare Europe Tour, con Riccardo Lucca all'Adriatica Ionica Race.

## Cronistoria

### Annuario
| Anno | Codice | Nome                           | Cat.        | Biciclette | Dirigenza                                                                                      |
| ---- | ------ | ------------------------------ | ----------- | ---------- | ---------------------------------------------------------------------------------------------- |
| 2020 | IWD    | Work Service-Dynatek-Vega      | Continental | Dynatek    | Manager: Demetrio Iommi Dir. sportivi: Emilio Mistichelli, Paolo Baldan, Biagio Conte          |
| 2021 | IWM    | Work Service-Marchiol-Dynatek  | Continental | Dynatek    | Manager: Demetrio Iommi Dir. sportivi: Emilio Mistichelli, Biagio Conte, Mirco Lorenzetto      |
| 2022 | IWM    | Work Service-Vitalcare-Dynatek | Continental | Dynatek    | Manager: Demetrio Iommi Dir. sportivi: Emilio Mistichelli, Alessandro Animali, Ilario Contessa |
| 2023 | IWD    | Work Service-Vitalcare-Dynatek | Continental | Dynatek    | Manager: Demetrio Iommi Dir. sportivi: Emilio Mistichelli, Ilario Contessa                     |
| 2024 | IWD    | Work Service-Vitalcare-Dynatek | Continental | Dynatek    | Manager: Demetrio Iommi Dir. sportivi: Emilio Mistichelli, Andrea Bardelli, Lorenzo Carota     |
| 2025 | IPD    | Sam-Vitalcare-Dynatek          | Continental | Dynatek    | Manager: Demetrio Iommi Dir. sportivi: Emilio Mistichelli, Paolo Ciciani, Fausto Fabbioni      |

## Organico 2025
Aggiornato al 1º gennaio 2025.

### Staff tecnico
|  | Naz.              | Ruolo | Sportivo           |  |  |  |
|  | ----------------- | ----- | ------------------ |  |  |  |
|  | Italia (bandiera) | GM    | Demetrio Iommi     |  |  |  |
|  | Italia (bandiera) | DS    | Emilio Mistichelli |  |  |  |
|  | Italia (bandiera) | DS    | Paolo Ciciani      |  |  |  |
|  | Italia (bandiera) | DS    | Fausto Fabbioni    |  |  |  |

### Rosa
|  | Naz.               |  | Sportivo              | Anno |  |  |
|  | ------------------ |  | --------------------- | ---- |  |  |
|  | Etiopia (bandiera) |  | Negasi Haylu Abreha   | 2000 |  |  |
|  | Italia (bandiera)  |  | Stefano Baffi         | 1998 |  |  |
|  | Italia (bandiera)  |  | Pierelis Belletta     | 1999 |  |  |
|  | Italia (bandiera)  |  | Luca Collinelli       | 2003 |  |  |
|  | Italia (bandiera)  |  | Immanuel D'Aniello    | 2002 |  |  |
|  | Italia (bandiera)  |  | Filippo Dignani       | 2002 |  |  |
|  | Italia (bandiera)  |  | Marco Fermanelli      | 2003 |  |  |
|  | Italia (bandiera)  |  | Samuel Gualtieri      | 2006 |  |  |
|  | Italia (bandiera)  |  | Marco Merola          | 2006 |  |  |
|  | Italia (bandiera)  |  | Sebastiano Minoia     | 2003 |  |  |
|  | Italia (bandiera)  |  | Angelo Monister       | 2005 |  |  |
|  | Italia (bandiera)  |  | Andrea Nannini        | 2006 |  |  |
|  | Italia (bandiera)  |  | Alessio Nieri         | 2001 |  |  |
|  | Italia (bandiera)  |  | Christian Danilo Pase | 2002 |  |  |
|  | Italia (bandiera)  |  | Lucio Pierantozzi     | 1998 |  |  |
|  | Italia (bandiera)  |  | Luca Rastelli         | 1999 |  |  |
|  | Italia (bandiera)  |  | Samuele Scappini      | 2005 |  |  |
|  | Italia (bandiera)  |  | Federico Vettore      | 2006 |  |  |